# Pezosiren portelli
Pezosiren portelli és una espècie de sireni basal que va viure a l'Eocè inferior de Jamaica, fa uns 50 milions d'anys. L'espècimen tipus és un esquelet fòssil jamaicà descrit l'any 2001 per Daryl Doming, un paleontòleg de mamífers marins de la Universitat de Howard a Washington DC. Es creu que portava una vida d'estil amfíbia similar a la dels hipopòtams, i és un exemple perfecte de forma transicional entre un mamífer terrestre i un mamífer marí.